# Cratere Gärtner

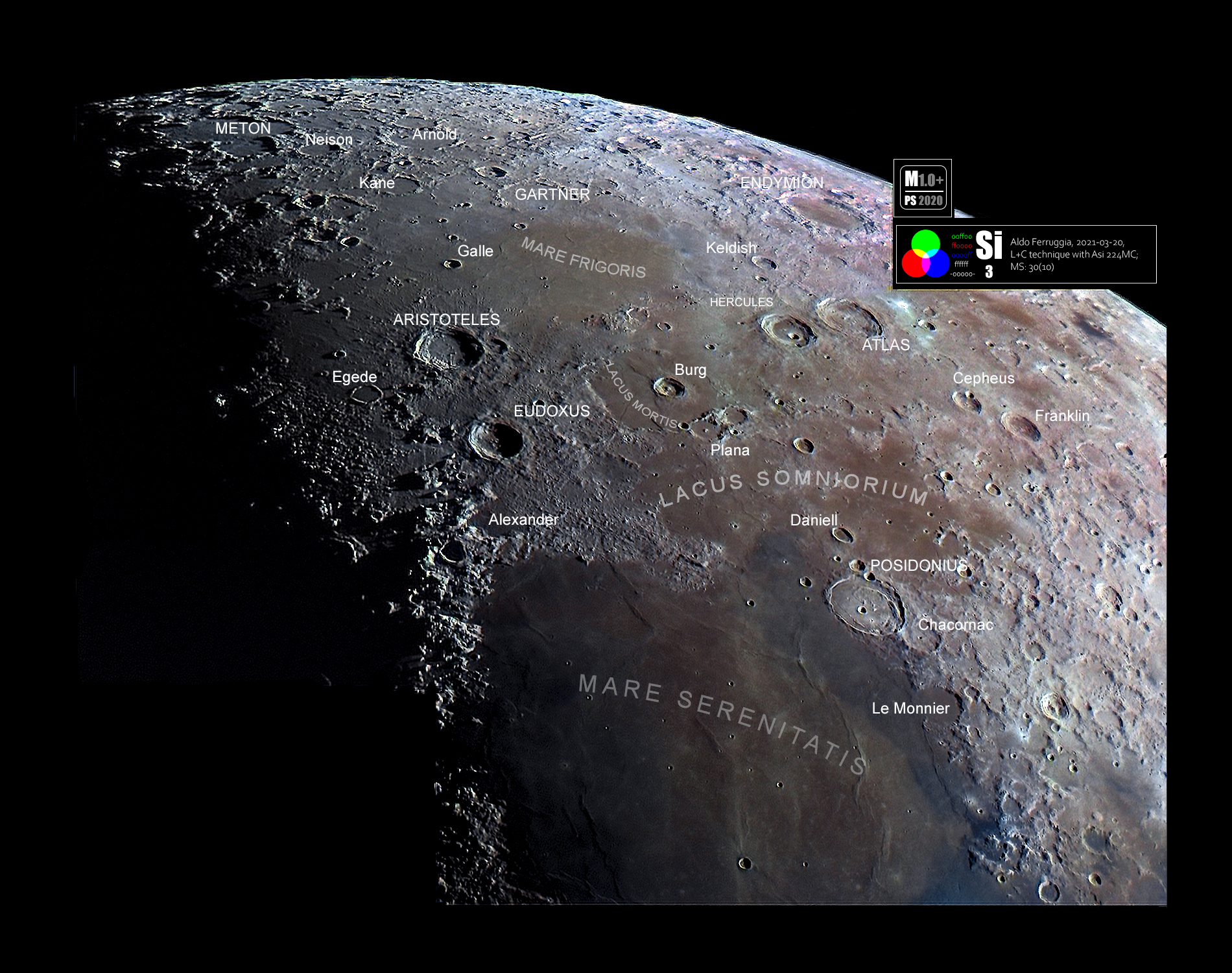
Immagine selenocromatica dell'area del cratere Gartner

Gärtner è un grande cratere lunare di 101,79 km situato nella parte nord-orientale della faccia visibile della Luna, sul bordo settentrionale del Mare Frigoris. Più a nord è presente il cratere Democritus.
La metà meridionale di questo cratere è completamente mancante e forma un piano semicircolare ai bordi del mare. Ciò che resta del bordo del cratere è fortemente eroso, con segni creati da impatti precedenti. Il fondo ha qualche pendio nella metà a nord. La Rima Gärtner si estende dal punto centrale del cratere verso il bordo a nordest per circa 30 km. Vicino al punto centrale tra i due estremi della rima si trova il piccolo cratere a forma di conca 'Gärtner D'.
Il cratere è dedicato al geologo tedesco Christian Gärtner.

## Crateri correlati
Alcuni crateri minori situati in prossimità di Gärtner sono convenzionalmente identificati, sulle mappe lunari, attraverso una lettera associata al nome.
| Gärtner | Coordinate            | Diametro (in km) |
| ------- | --------------------- | ---------------- |
| A       | 60°42′36″N 37°43′12″E | 12,73            |
| C       | 59°30′00″N 31°05′24″E | 8,47             |
| D       | 58°30′36″N 33°57′36″E | 7,66             |
| E       | 61°34′48″N 43°49′12″E | 4,74             |
| F       | 57°31′48″N 30°15′36″E | 13,85            |
| G       | 59°39′00″N 39°50′24″E | 23,42            |
| M       | 55°31′48″N 37°01′48″E | 10,85            |